# 韓佐唐
韓佐唐（？—？），湖南湘潭人，清朝官員。監生出身。

## 生平
乾隆二十一年（1756年）任臺灣縣羅漢門縣丞。次年署任彰化縣知縣。乾隆二十三年（1758年）署任八里坌巡檢一職。乾隆二十四年十一月（1760年1月）調署鳳山縣下淡水巡檢。